# 上田わっしょい
上田わっしょい（うえだわっしょい）は、長野県上田市で毎年7月最終土曜日に行われる夏祭りである。
開催場所は上田市中央商店街であり、上田駅前から上田市中央商店街中央三丁目の交差点までを中心とする。毎年約1万人が参加している。また、主に旧上田市地域と東御市（旧小県郡東部町）より約7万人の見物客が集まる東信地域最大のイベントである。市民祭としては歴史が比較的浅いこともあり、祭の音楽としてはアップテンポなポップス調の音楽に合わせて踊る。
第4回上田わっしょいから「Clubわっしょい」による楽曲の生演奏を行なってきたが、第51回の演奏を最後に解散となった。
なお、長野県内には、「長野びんずる」や「松本ぼんぼん」など地域振興や観光を目的とした同種のイベントがいくつか存在する。

## 特徴
1972年に開始され、以降2019年まで途切れることなく毎年開催されている。
(2020年は新型コロナウイルス感染拡大の影響を受け、史上初の中止となった)
連（れん）と呼ばれる参加グループは、上田市各自治体や上田市内小学校・中学校・高校・大学から一般企業、官公庁、団体、有志からなる。振り付けは、開始当初には通常版とそれをアレンジした特別版が存在したが、特別版はあまり普及せず、現在それを知る人は非常に少ない。オリジナルの踊りをする連も多い。
7月の最終土曜日に開催される理由として当日に荒天になる確率が他の週に比べ少なかったことから。
旧上田市地域、旧小県郡東部町からの見物客が非常に多いため、上田電鉄別所線やしなの鉄道では、臨時列車が運行される。地元のケーブルテレビ局である上田ケーブルビジョンでは、毎年カメラ生中継とインターネットライブカメラなどで、祭りの模様を配信している。
毎年、審査員が各参加連の踊りを審査して（有志連は対象外）、各賞を決定している。「基本の踊りが出来ているか」、あるいは「完成度の高いオリジナルの踊りがどれだけ踊れているか」などを審査する。

## 楽曲
「上田わっしょい」　作詞：伊藤アキラ、作曲：佐藤勝、振付：NHK ヤング 101 スタッフ、歌い手：NHK ヤング 101 メンバー
- 映画『サマー・ウォーズ』でも使用された。

## 交通
- 北陸新幹線または上田電鉄別所線またはしなの鉄道線上田駅から徒歩。